# Byczyna

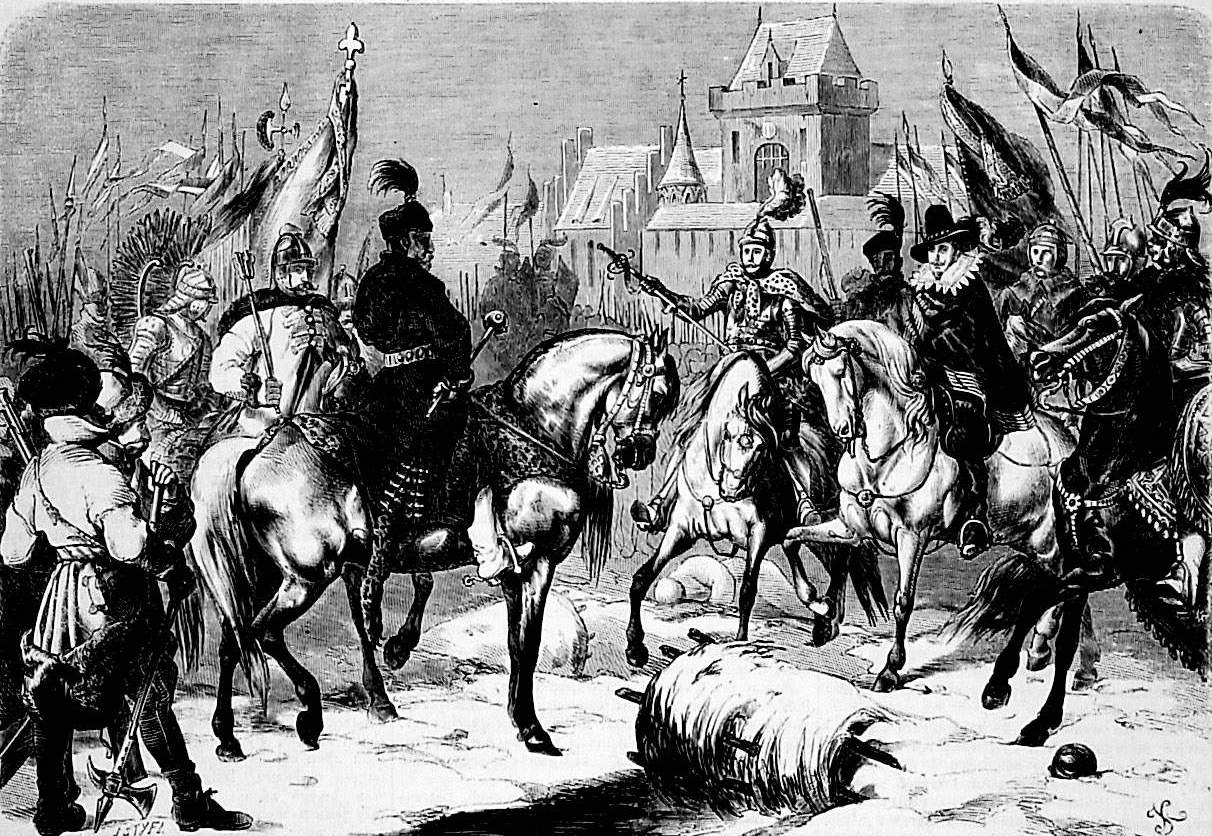
Die Schlacht von Pitschen – Gemälde aus dem Jahr 1862

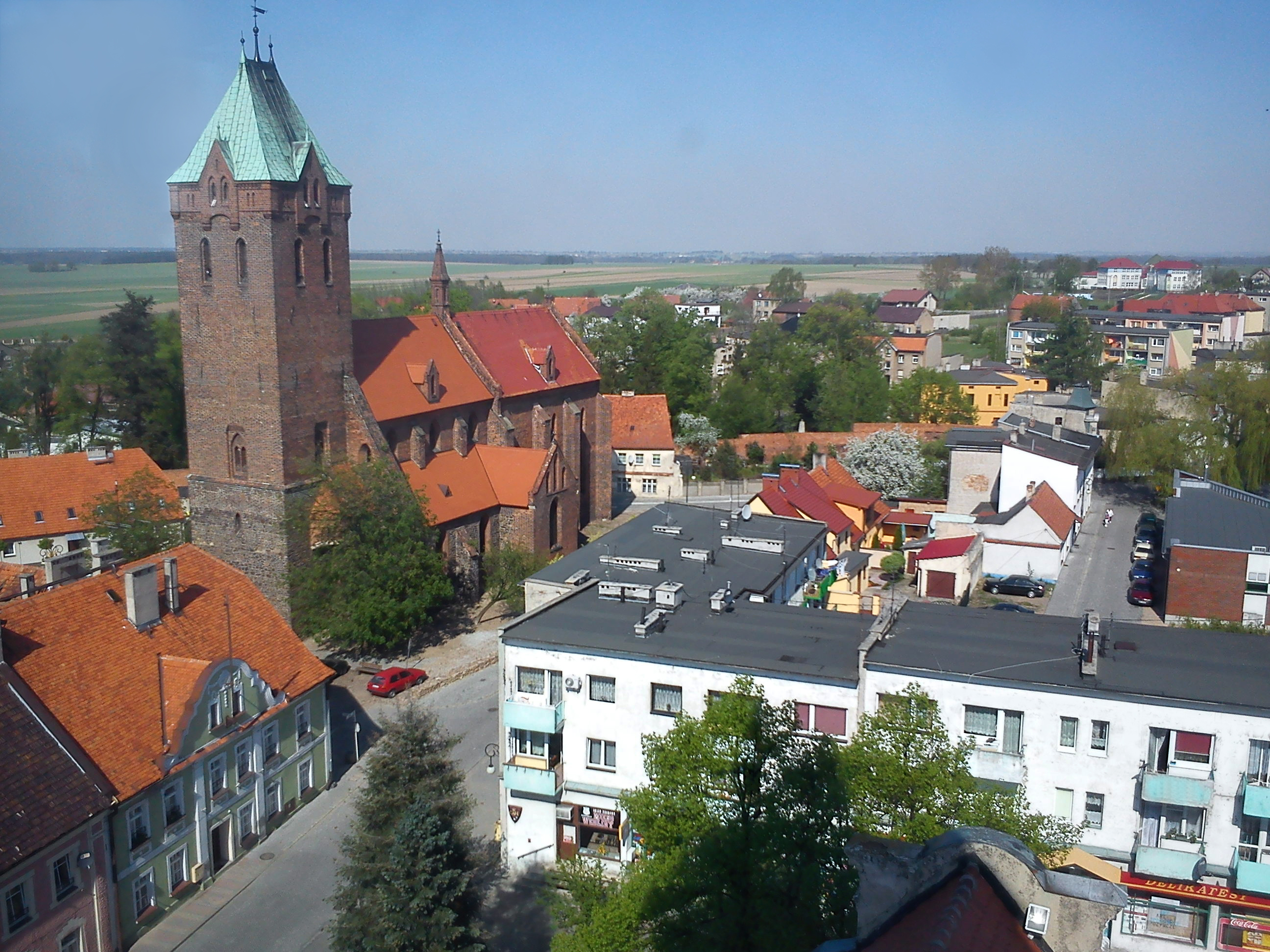
Blick über die Stadt mit der evangelischen Stadtkirche 2012

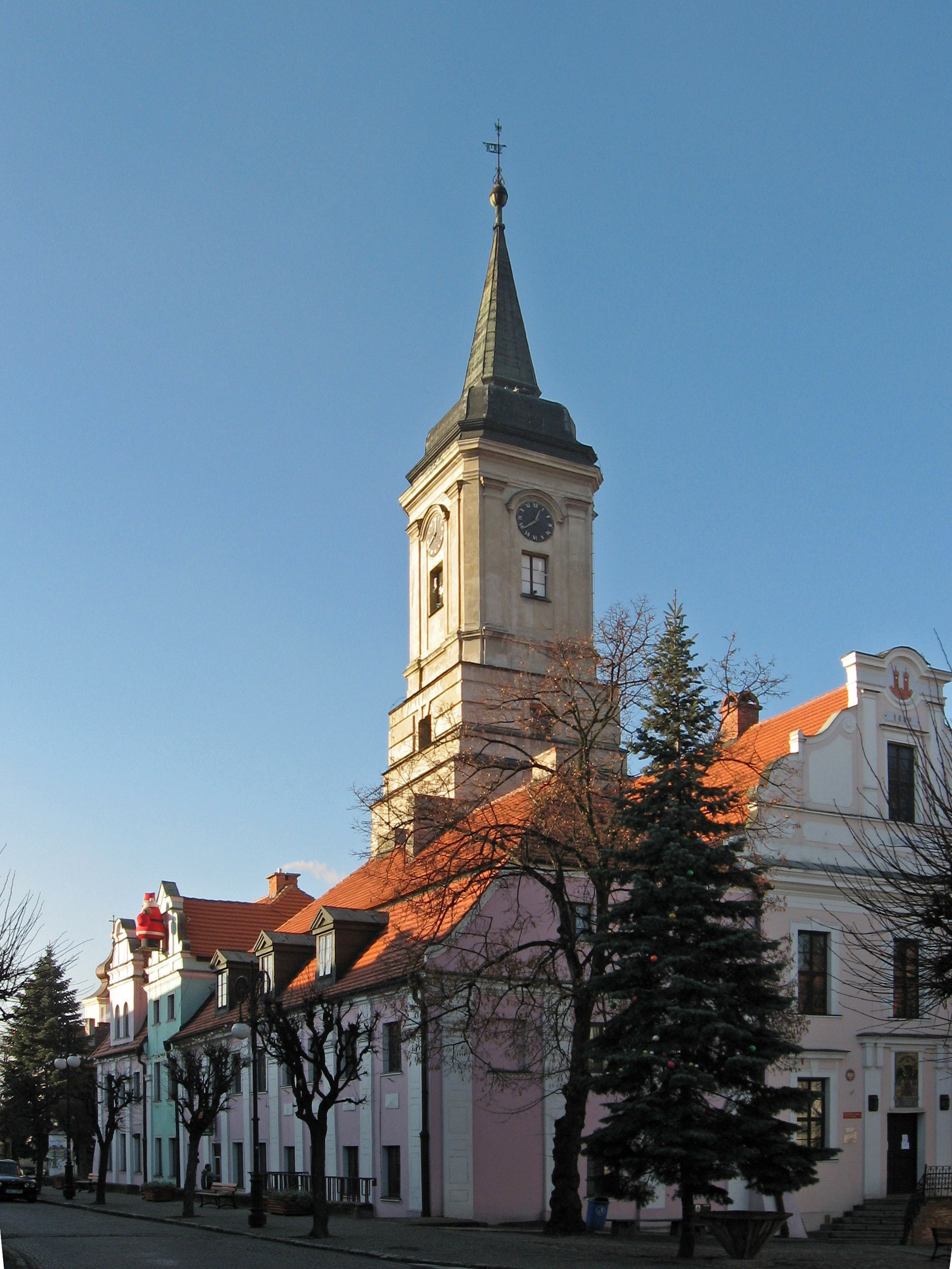
Rathaus

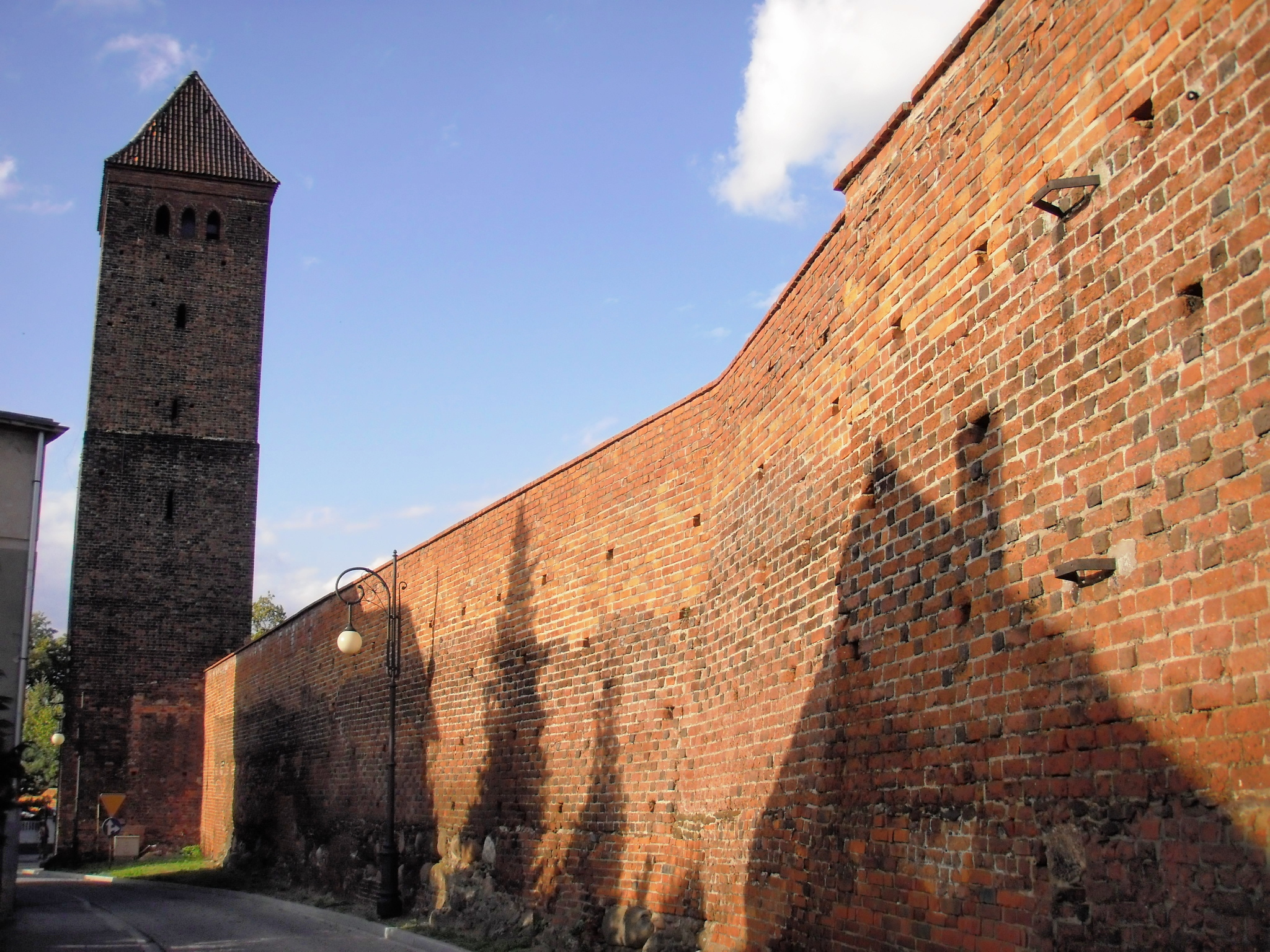
Polnisches Tor mit einem Teil der alten Stadtmauer

Byczyna [bɨˈʧɨna] (deutsch: Pitschen) ist eine Stadt in der Stadt- und Landgemeinde Byczyna im Powiat Kluczborski der Woiwodschaft Opole (Oppeln) in Polen.

## Geographie
Byczyna liegt rund 16 Kilometer nördlich von Kluczbork (Kreuzburg O.S.) und 63 Kilometer nordöstlich von Opole. Etwa vier Kilometer nördlich von Byczyna verläuft die Grenze zur Woiwodschaft Łódź. Durch den Ort verläuft die Droga krajowa 11 sowie die Droga wojewódzka 487. Byczyna liegt an der Bahnstrecke Kluczbork–Poznań mit dem Haltepunkt Byczyna.
Nachbarorte sind Jaśkowice (Jaschkowitz) im Norden, Borek (Borek) und Sierosławice (Schiroslawitz) im Nordosten, Gosław (Goslau) und Paruszowice (Baumgarten) im Südosten, Biskupice (Bischdorf) und Sarnów (Sarnau) im Süden, Kochlowice (Kochelsdorf) und Polanowice (Polanowitz) im Südwesten sowie Miechowa (Omechau) und Ciecierzyn (Neudorf) im Nordwesten.

## Geschichte
„Byscina“ wurde erstmals 1228 in einem Dokument des Herzogs Heinrich I. von Schlesien erwähnt. Aus Grabfunden kann jedoch geschlossen werden, dass hier schon im 12. Jahrhundert eine slawische Siedlung bestand. 1268 verlieh der Breslauer Bischof Thomas I. den bestehenden und künftigen Zehnten aus dem Pitschener Distrikt dem Breslauer Domkapitel. Es wird angenommen, dass um diese Zeit die Besiedlung mit Deutschen erfolgte und Pitschen deutschrechtlich umgesetzt wurde. Die Stadt wurde auf einem Hügel angelegt und erhielt auf einem ovalen Grundriss ein regelmäßiges Straßennetz. Sie war von einer Mauer umgeben, in der sich im Westen das „Deutsche Tor“ und im Osten das „Polnische Tor“ befanden. Auf dem rechteckigen Ring wurde das Rathaus errichtet.
Pitschen gehörte zunächst zum Oppelner Land (Silesia Opoliensis). Als dieses 1202 dem Herzogtum Ratibor eingegliedert wurde, fiel Pitschen an das Herzogtum Schlesien (zu dem das Oppelner Land damals nicht gezählt wurde) und nach dessen Teilung 1248/51 an das Herzogtum Breslau. 1294 fiel Pitschen zusammen mit dem ganzen Nordosten des Herzogtums Breslau an das Herzogtum Glogau und bei dessen Teilung 1312 an das neue Herzogtum Oels. 1323 gelangte es schließlich an das Herzogtum Brieg, das Herzog Boleslaw III. 1329 zusammen mit dem Herzogtum Liegnitz als ein Lehen seinem Schwager, dem böhmischen König Johann von Luxemburg übertrug und damit der Krone Böhmen unterstellte. Der Übergang an Böhmen wurde 1335 mit dem Vertrag von Trentschin besiegelt. Nachfolgend wurde Pitschen von den Brieger Herzögen mehrmals verpfändet:
- 1341–1356 an den polnischen König Kasimir III.
- 1356–1368 an Herzog Bolko II. von Schweidnitz
- 1434–1481 und 1510–1536 an die Herzöge von Oppeln.

Durch seine Grenznähe zu Großpolen, das nur vier Kilometer entfernt lag, musste Pitschen häufig polnische Überfälle und Plünderungen erleiden. Während der Hussitenkriege wurde es vom Hussitenführer Dobeslaus Puchala eingenommen, der seinen Stützpunkt in Kreuzburg hatte.
Unter Herzog Friedrich II. wurde 1544 in Pitschen, wie im gesamten Herzogtum Brieg, die Reformation eingeführt. 1588 wurde in der Schlacht bei Pitschen der nach einer Doppelwahl zum König von Polen gewählte Maximilian III. im Auftrag von König Sigismund III. Wasa von Kanzler Jan Zamoyski geschlagen. Im Dreißigjährigen Krieg wurde es von dänischen, schwedischen und polnischen Truppen sowie den Kaiserlichen heimgesucht und 1627 sowie 1637 zerstört. 1655 vernichtete ein Großbrand weite Teile der Stadt. Nach einem weiteren Brand 1757 erfolgte die Wiederaufbau in Ziegelbauweise.
Mit dem Tod des Herzogs Georg Wilhelm I., mit dem die Schlesischen Piasten im Mannesstamm erloschen, fiel Pitschen 1675 zusammen mit den Herzogtümern Brieg, Liegnitz und Wohlau durch Heimfall an die Krone Böhmen, die seit 1526 die Habsburger innehatten. Unter dem böhmischen Landesherrn wurde die Gegenreformation gezielt durchgeführt. 1707 mussten die Maßnahmen aufgrund der Altranstädter Konvention rückgängig gemacht werden. Sie führte allerdings auch dazu, dass die Stadt 1767 für die Katholiken eine Kirche erbauen musste.
Nach dem Ersten Schlesischen Krieg fiel Pitschen wie fast ganz Schlesien an Preußen. Nach der Neugliederung Preußens gehörte es seit 1815 Landkreis Kreuzburg O.S., der 1820 dem Regierungsbezirk Oppeln eingegliedert wurde.
Von wirtschaftlicher Bedeutung waren neben den Handwerkern die Leineweberei sowie das Brauwesen. Auf den Jahrmärkten, die von der Nähe zur polnischen Grenze profitierten, wurden überwiegend Flachs, Honig, Wachs und Vieh gehandelt. Für das Jahr 1727 ist als Hohlmaß der „Pitschnische Scheffel“ belegt. 1875 erhielt Pitschen Eisenbahnanschluss an der Strecke von Kreuzburg nach Posen.
Der Bevölkerungsanstieg war mäßig: 1787 wurden 1313; 1825: 1593; 1905: 2306; 1939: 3021 und 1961: 2206 Einwohner gezählt. 1910 waren 82 % der Einwohner Deutsche. Sie sprachen sich bei der Volksabstimmung in Oberschlesien vom 20. März 1921 zu 97 % für den Verbleib bei Deutschland aus. Durch den Wegfall Ostoberschlesiens verlor Pitschen 1922 einen Teil seiner wirtschaftlichen Beziehungen.
Pitschen hatte auch eine jüdische Bevölkerung. Um 1850 gab es 105 Juden in Pitschen. Nach dem Ersten Weltkrieg, in der Zeit des Kampfes um Oberschlesien, verließen viele Juden Pitschen, sodass es im Jahre 1926 nur noch 40 Juden in der Stadt gab. Die Juden sprachen sich für den Verbleib Oberschlesiens bei Deutschland aus. Das 1882 errichtete Bethaus (kleine Synagoge) ist erhalten und ist heute im Privatbesitz. An dem Haus befindet sich kein Hinweis auf seine frühere Geschichte. Nach 1932/33 wanderten Juden aus, sodass es 1936 nur noch 18 Juden und 1939 keinen Juden mehr in der Stadt gegeben hat. Der jüdische Friedhof Pitschen ist erhalten. Er befindet sich außerhalb der Stadtgrenzen (ungefähr drei km von der Stadt entfernt). Er liegt auf einem malerischen Hügel ungefähr 400 m von der Straße (in der Nähe eines Bahnüberganges) nicht weit vom Dorf Biskupice entfernt.
Durch die Nähe der polnischen Grenze war Pitschen bereits am 31. August 1939, einen Tag vor Beginn des Zweiten Weltkrieges von besonderem Interesse. Ein fingierter Überfall von getarnten SS-Einheiten sollte eine Grenzprovokation durch „polnische Truppen“ auf das Pitschener Forsthaus vortäuschen.
Die Rote Armee erreichte Pitschen am 19. Januar 1945. Am 8. Mai 1945 fiel Pitschen als Folge des Zweiten Weltkriegs an Polen und wurde in Byczyna umbenannt. Bei Kriegsende wurden mehr als 200 Zivilisten erschossen, darunter am Bahnhof die Eisenbahner und Personen, die keinen Platz mehr im Flüchtlingszug bekommen hatten. 1945/46 wurde die deutsche Bevölkerung weitgehend vertrieben. Die neu angesiedelten Bewohner waren teilweise Zwangsumgesiedelte aus Ostpolen, das an die Sowjetunion gefallen war. Im Oktober 2022 wurde das Denkmal für die im Zweiten Weltkrieg gefallener Soldaten der Roten Armee abgerissen. „Die Sowjets haben 1945 nicht die Freiheit gebracht, sondern eine neue Versklavung“ erklärte Karol Nawrocki, Leiter des polnischen Instituts für Nationales Gedenken (IPN) dazu.

## Sehenswürdigkeiten

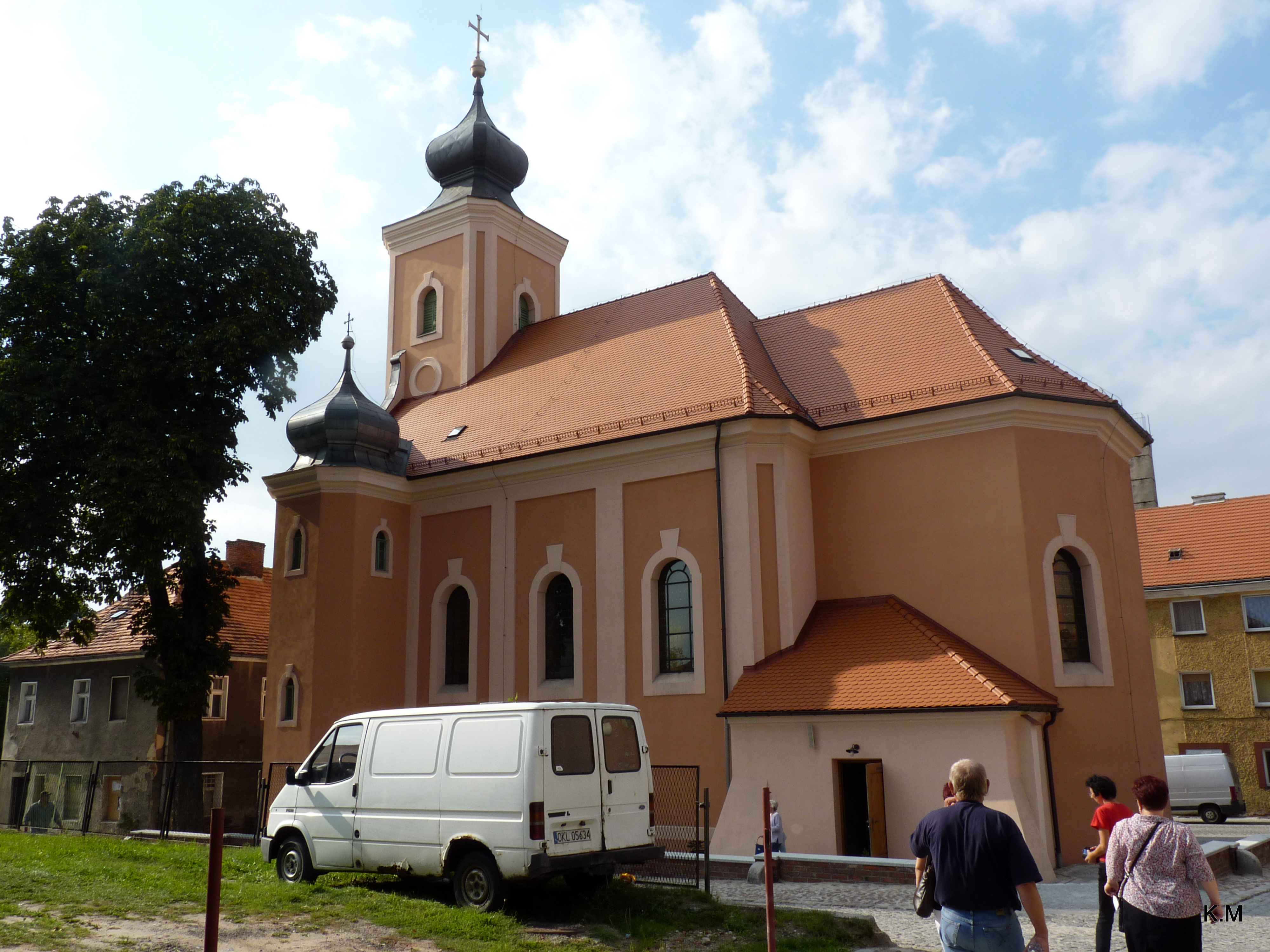
Hl.-Dreifaltigkeits-Kirche

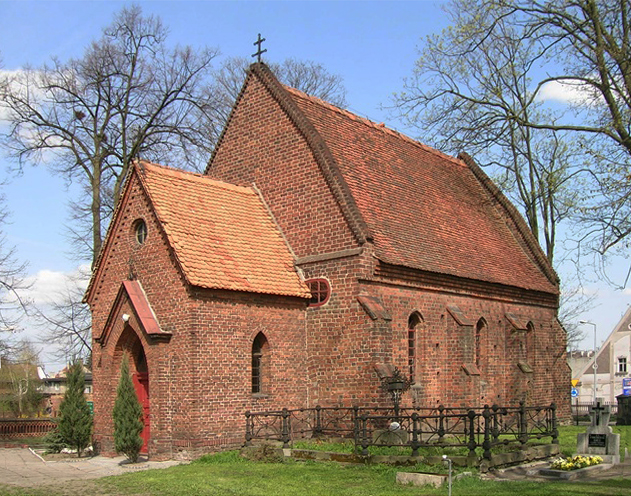
St.-Hedwigs-Kapelle

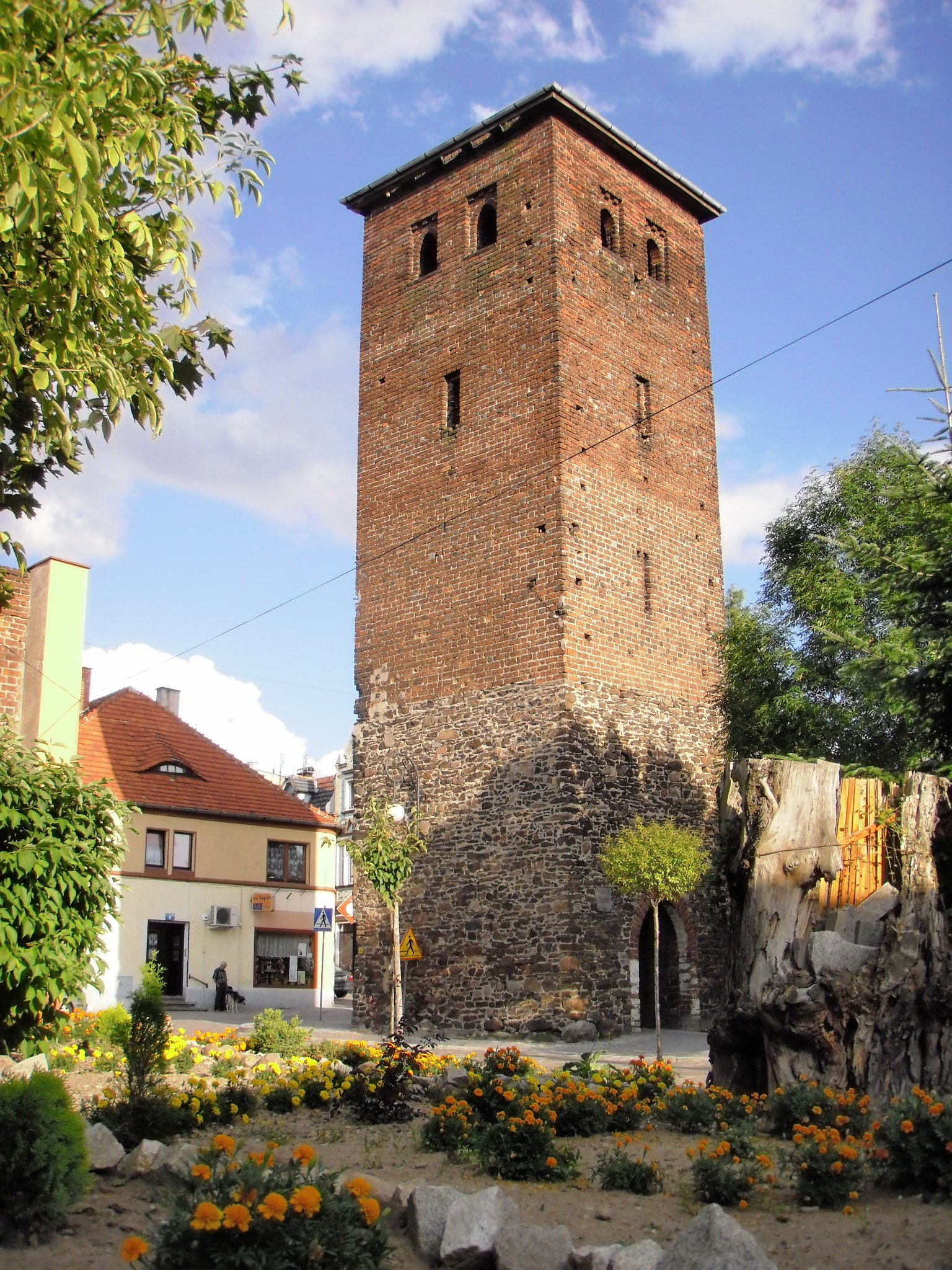
„Deutscher Turm“ an der Stadtmauer

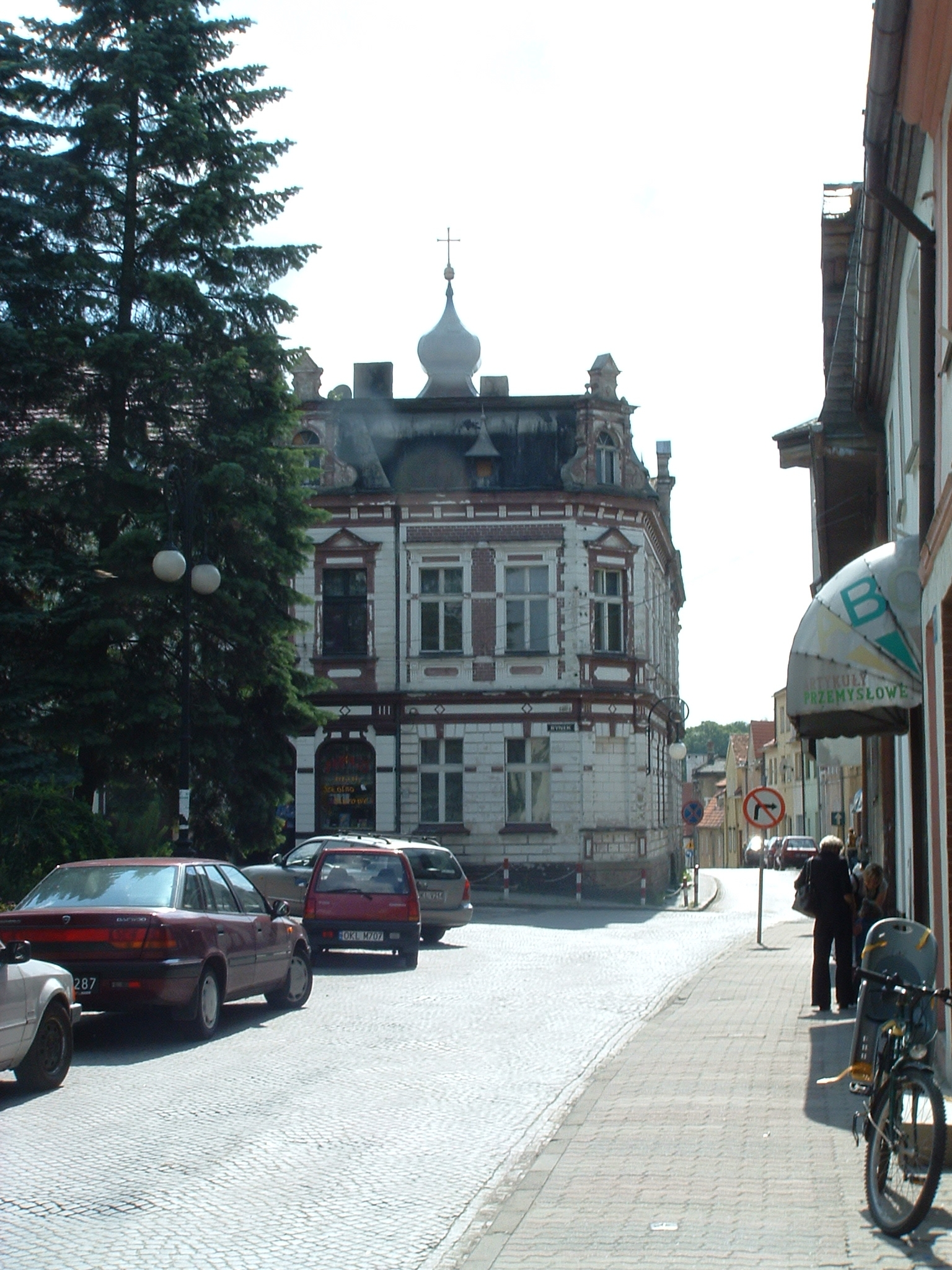
Bebauung am Ring

- Die römisch-katholische Pfarrkirche Hl. Dreifaltigkeit (Kościół Świętej Trójcy i Najświętszej Maryi Panny Różańcowej) wurde 1767 als barocke Saalkirche erbaut. Das Gotteshaus besitzt ein dreijochiges Langhaus mit einem dreiseitig geschlossenen Chor. An der Westseite befindet sich ein eingezogener Glockenturm mit Zwiebelhaube. Im spätbarocken Hauptaltar befindet sich ein ovales Dreifaltigkeitsgemälde. Weiterhin befinden sich in der Kirche zwei Seitenaltäre im Rokokostil, eine barocke-klassizistische Kanzel aus der Wende vom 18. ins 19. Jahrhundert, ein barockes Taufbecken und eine spätklassizistische Orgel aus der ersten Hälfte des 19. Jahrhunderts.[2]

- Die evangelische Kirche St. Petrus (bis 1945 St. Nikolaus, polnisch Kościół Ewangelicko-Augsburski św. Mikołaja w Byczynie) ist eine Backsteinkirche, die im 14. Jahrhundert im Stil der Gotik erbaut wurde. Eine Kirche an gleicher Stelle wurde bereits 1283 erwähnt. Ab 1556 wurde das Gotteshaus evangelisch. Zwischen 1694 und 1707 diente die Kirche erneut als katholisches Gotteshaus. 1790 bis 1791 wurde die Kirche renoviert. Zwischen 1886 und 1888 erfolgte eine Regotisierung der Kirche. 1962 und 2003 wurde das Kirchendach erneuert. Auf einer am 9. Mai 2004 eingeweihten Gedenktafel in der Kirche stehen die Namen der bei Kriegsende 1945 getöteten Pitschener, die ermittelt werden konnten, darunter auch des Pitschener Pfarrers Karl Wradzidlo.[3]

Die dreischiffige, dreijochige Kirche besitzt einen rechteckigen Chor, ein Kreuzrippengewölbe im Langhaus sowie eine neogotische Innenausstattung. An der Nordseite befindet sich die alte tonnengewölbte Sakristei, im Süden die neue Sakristei. Der quadratische Westturm besitzt eine Bekrönung und ein Walmdach im Stil der Neogotik. Die neogotische Ausstattung im Inneren stammt größtenteils aus der Umbauphase 1886–1888. Daneben befindet sich noch ein erhaltenes gotisches Kruzifix aus der ersten Hälfte des 16. Jahrhunderts.
- Die Friedhofskapelle St. Hedwig (Kaplica cmentarna św. Jadwigi) wurde im 14. Jahrhundert als Saalkirche im gotischen Stil erbaut. Erstmals erwähnt wurde sie 1383. Die dreijochige Kirche besitzt im Inneren eine Flachdecke und eine tonnengewölbte Sakristei an der Nordseite. Im Westen befindet sich die Vorhalle mit einem Kreuzgratgewölbe. Der Westgiebel entstand um 1600.[2]*
- Das Rathaus wurde 1757 am Ring im Stil des Barock-Klassizismus erbaut. 1766 wurde es durch einen Brand zerstört und nach einem Entwurf des Architekten Johann Martin Pohlmann wiederaufgebaut. 1889 wurde es saniert. Bei den Kämpfen um Pitschen 1945 wurde das Rathaus teilweise zerstört und 1963–1967 wiederaufgebaut. Der zweigeschossige Bau auf rechteckigem Grundriss mit Turm an der westlichen Seite ist an der Ostfassade mit einem Volutengiebel verziert. Das Renaissance-Portal wurde in der ersten Hälfte des 16. Jahrhunderts geschaffen.[2]
- Die Stadtmauer stammt aus dem 15./16. Jahrhundert. Sie besteht aus Backstein. Erhalten haben sich zwei Tortürme, der deutsche und der polnische Turm sowie der Sandturm.[2]
- Bürgerhäuser am Ring
- Gotischer Speicher an der ul. Wąska

## Persönlichkeiten

### Söhne und Töchter der Stadt
- Peter von Pitschen (1328–1389), Kanoniker am Brieger Kollegiatstift St. Hedwig; Verfasser der „Chronica principum Poloniae“
- Johannes Herbinius (1632–1676), Pädagoge und evangelischer Theologe
- Georg Ludwig Friedrich von Dalwig (1762–1832), preußischer Offizier
- Heinrich von Randow (1797–1853), preußischer Offizier
- Martin Wilhelm Kutta (1867–1944), Mathematiker
- Milka Fritsch (1867–nach 1924), Politikerin (DVP)
- Karl Gallwitz (1882–1945), Architekt, Baubeamter in der Militärbauverwaltung
- Samuel Goy (1879–1949), Agrikulturchemiker
- Gerd Kadelbach (1919–1996), Pädagoge und Hochschullehrer
- Ulrich Höhnberg (* 1941), Jurist

### Persönlichkeiten, die vor Ort gewirkt haben
- Elias von Löwen (1602–1661), Arzt, Mathematiker und Astronom; Stadtarzt in Pitschen
- Maria Kunitz (1610–1664), Astronomin, starb in Pitschen
- Stephan von Somogyi (1713–1777), preußischer Offizier; starb in Pitschen
- Heinrich Gottfried von Mattuschka (1734–1779), Botaniker und Philosoph; starb in Pitschen
- Pincus Seligmann Pappenheim (1737–1807), Vorfahre von Erich Mühsam, Held im Siebenjährigen Krieg; erster Jude, der sich in Pitschen beruflich niederlassen durfte
- Christoph Wilhelm von Jutrzenka († nach 1788), 1780–1784 Stadtdirektor in Pitschen
- Gustav Freytag (1816–1895), Schriftsteller; lebte 1817–1828 in Pitschen
- Heinrich von Aulock (1824–1885), Mediziner, Gutsbesitzer und Politiker
- Friedrich Jendrosch (1890–1944), Politiker (KPD); als Schüler in Pitschen

## Gemeinde
Die Stadt-und-Land-Gemeinde (gmina miejsko-wiejska) Byczyna gliedert sich neben der gleichnamigen Stadt in eine Reihe von Dörfern mit Schulzenämtern.